# Libellago semiopaca
Libellago semiopaca – gatunek ważki z rodziny Chlorocyphidae. Występuje w Azji Południowo-Wschodniej; stwierdzony na Borneo, Sumatrze i Półwyspie Malajskim.